# Amalia Ercoli-Finzi

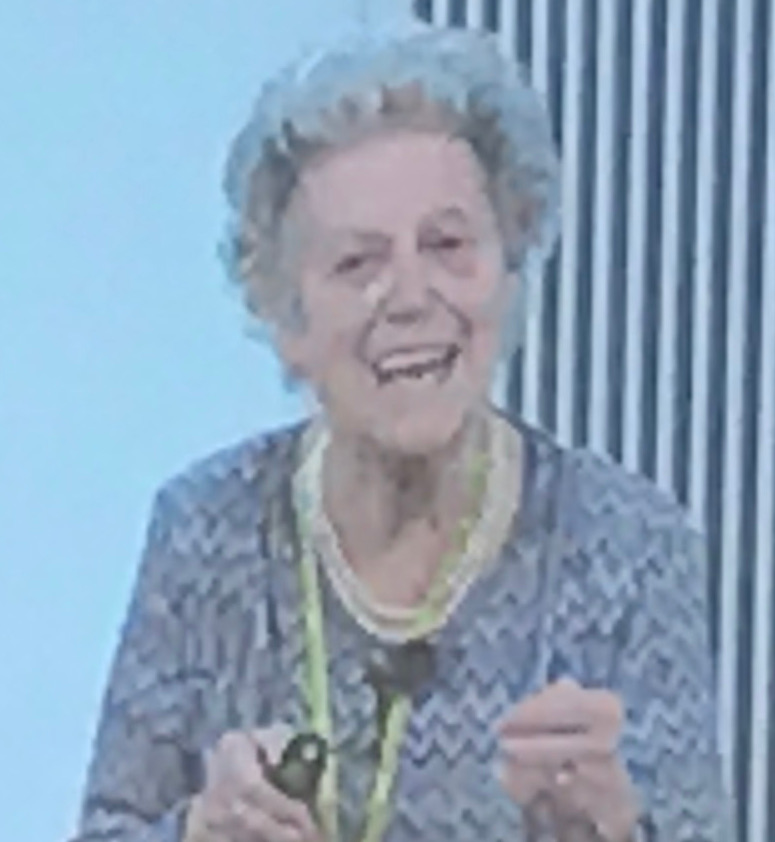
Amalia Ercoli-Finzi

Amalia Ercoli-Finzi (* 20. April 1937 in Gallarate) ist eine italienische Luft- und Raumfahrtingenieurin, die als wissenschaftliche Beraterin für die NASA, die ASI und die ESA tätig war. 
Sie war die erste Frau in Italien, die einen Abschluss als Luftfahrtingenieurin erhielt. Sie erwarb ihn am Polytechnikum Mailand, wo sie anschließend bis zu ihrer Pensionierung unterrichtete.

## Leben
Nach dem Besuch des wissenschaftlichen Gymnasiums in Busto Arsizio entschied sie sich für das Polytechnikum in Mailand, obwohl ihre Eltern wollten, dass sie Mathematiklehrerin wird. 1961 erwarb sie einen Abschluss in Luft- und Raumfahrt als erste Frau in Italien.
Einige Wochen zuvor hatte Juri Gagarin den ersten Flug eines Menschen in den Weltraum unternommen. Ercoli-Finzi beschloss daraufhin, von der Luft- zur Raumfahrt zu wechseln. Sie entwarf mehrere Instrumente, stellte ein nach ihr benanntes Theorem auf, das mit dem Verhalten von nicht-newtonschen Fluiden zusammenhängt, und bewies mit algebraischen Methoden die Existenz des magnetischen Monopols. Sie arbeitete mit der Europäischen Weltraumorganisation an der Giotto-Mission zusammen und nahm dann an der Rosetta-Mission teil, die 2004 gestartet und zwölf Jahre später abgeschlossen wurde.
Für Rosetta ist Ercoli-Finzi die Projektleiterin für die Entwicklung und Herstellung des SD2-Bohrers (Sampling, Drilling and Distribution) zur Entnahme von Bohrkernen aus dem Kometen 67P/Tschurjumow-Gerassimenko.

## Forschung
Ercoli-Finzi hat ihre gesamte Lehrtätigkeit am Polytechnikum in Mailand absolviert: Sie war Professorin für Raumflugmechanik und Orbitaltechnik. Später übernahm sie die Leitung der Abteilung für Luft- und Raumfahrttechnik. Seit ihrer Pensionierung ist sie Ehrenprofessorin. Sie hat über 150 wissenschaftliche Publikationen veröffentlicht.
Ercoli-Finzi war unter anderem an folgenden Projekten beteiligt:
- TSS-Programm (Tether Satellite System) für die NASA und die ASI
- SAX-Programm für die ASI (Untersuchung von Röntgenstrahlen in der Astronomie)
- Columbus-Programm für die ASI
- MiTEx-Programm
- Rosetta-Programm

Amalia Ercoli-Finzi war Mitglied zahlreicher wissenschaftlicher Beiräte der ASI, der ASE (für die Erforschung des Mars und das Lunar Lander Project), Beraterin der Associazione italiana di aeronautica e astronautica. 

## Förderung von Frauen in der Wissenschaft
Amalia Ercoli-Finzi ist sich der Schwierigkeiten bewusst, die sie als Frau in ihrer Karriere hatte, und fördert aktiv die Beteiligung von Mädchen und Frauen in MINT-Bereichen, indem sie an Konferenzen zu diesem Thema teilnimmt.
Sie war Vorsitzende des Ausschusses für Chancengleichheit am Polytechnikum Mailand und der Associazione Italiana Donne Ingegneri e Architetti (AIDIA).

## Privatleben
Amalia Ercoli fügte ihrem Nachnamen Finzi hinzu, nachdem sie Filiberto Finzi geheiratet hatte. Das Paar hat fünf Kinder.

## Preise und Auszeichnungen
- Goldmedaille der Associazione italiana di aeronautica e astronautica
- 2012: Leonardo-Preis der Unione giornalisti italiani scientifici (UGIS) für ihr Lebenswerk
- 2012: Frank J. Malina Astronautics Medal der International Astronautical Federation (IAF)[7]
- 2018: Benennung des Asteroids (24890) Amaliafinzi nach ihr[8]
- 2019: Großoffizier des Verdienstordens der Italienischen Republik[9]